# アムール・ヤクーツク鉄道
アムール・ヤクーツク鉄道（アムール・ヤクーツクてつどう、ロシア語: Амуро-Якутская магистраль）は、ロシア連邦東部のシベリア地方にある鉄道路線。アムール州のスコボロディノからヤクーツクまでを結ぶ。1917年に構想があり、2013年現在レナ川のヤクーツク対岸まで完成している。アヤム鉄道とも。

## 沿線概況
シベリア鉄道のスコボロディノ駅を起点とし、バモフスカヤ駅手前でシベリア鉄道から別れ、その後ティンダ駅でバイカル・アムール鉄道に合流、ベストゥジェヴォ駅で別れ北進し、サハ共和国に入ると1kmのトンネルを通ったのち石炭の産出地区を経てネリュングリに到達する。その後はアルダン高原を横断してアルダンに着き、現在この路線では最長の橋でアルダン川を越えて、トンモトの旅客駅と貨物ヤードを経てレナ川に着き、ブラバヤ・レナ駅で二本に分かれる。一本はレナ川を越えてヤクーツクに到達するルートであり、もう一方はヤクーツクの対岸のニジュニ・ビシチャなどを経てオホーツク海沿岸のマガダンまで到達するルートである。しかし2014年現在、レナ川を越えるルートは橋が未完成であり、もう片方のルートもニジュニ・ビシチャ駅から先が建設中である。
バモフスカヤ駅からティンダ駅間は早期に建設され、1979年に営業を開始し、1984年にはネリュングリまで旅客営業を始めた。この時は非公式な名称として「リトル・バム」と呼ばれた。2004年8月28日にトンモトまで営業を始め、2009年4月にはアムガ川、2011年11月15日にニジュニ・ビシチャへと到達した。レナ川では春から夏にかけ氷を含む強力な雪解け水の洪水があり、さらに橋の長さは3kmを超えるため建設は難航している。橋の代わりにトンネルを掘るという案もある。バイカル・アムール鉄道のティンダ駅からベストゥジェヴォ駅の区間を除き非電化単線であり、永久凍土地帯を通るため線路の建設と維持は複雑となっている。
アルダンから先はロシア鉄道の直営ではなく、サハ当局によって設立された「ヤクート鉄道」によって運営される。2012年初めの時点で同社の資本は50％がロシア鉄道である。
より広い意味では、この鉄道はジャリンダ村のレイノヴォ駅からヤクーツクまでのすべての区間を指すこともある。なぜならこの鉄道には、ただヤクーツクに行くだけではなく、将来的に中国から黒竜江を渡りレイノヴォ駅からレナ川、そこから船で北極海を通りヨーロッパへ向かうという水陸混合の一大物流路の一部としての役割が与えられているからである。

## ギャラリー

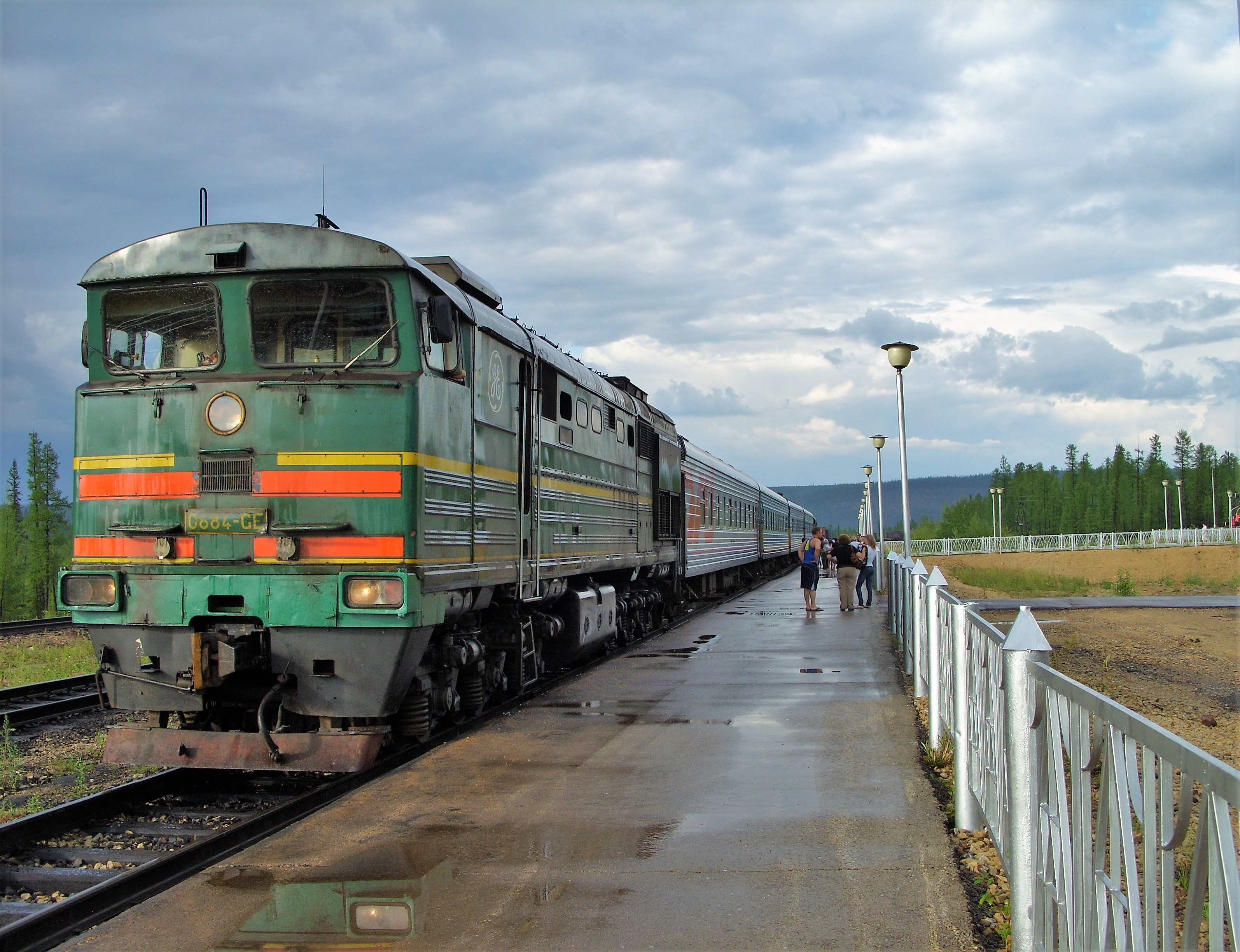
トンモト駅での旅客列車
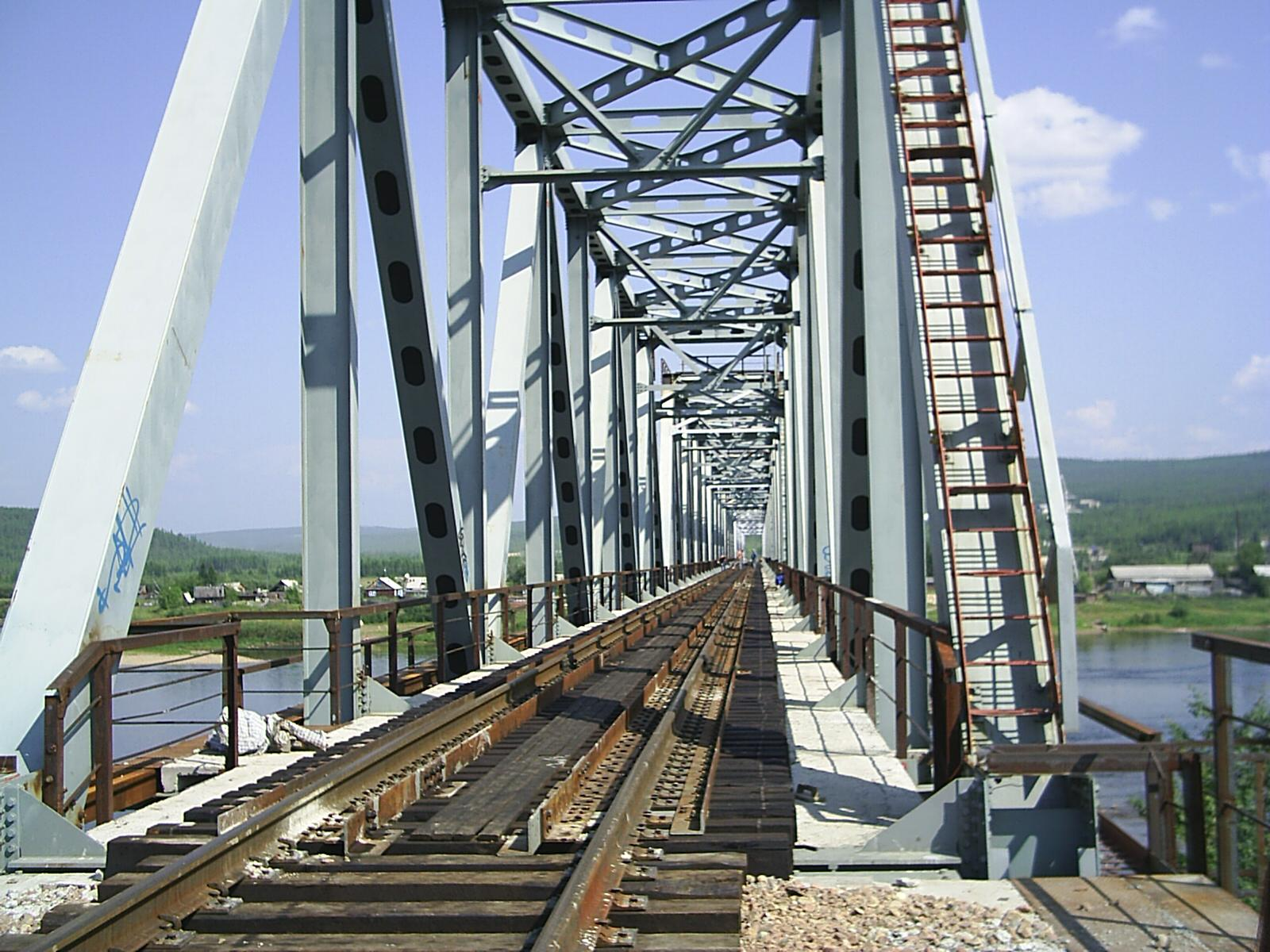
アルダン川を越える鉄道橋
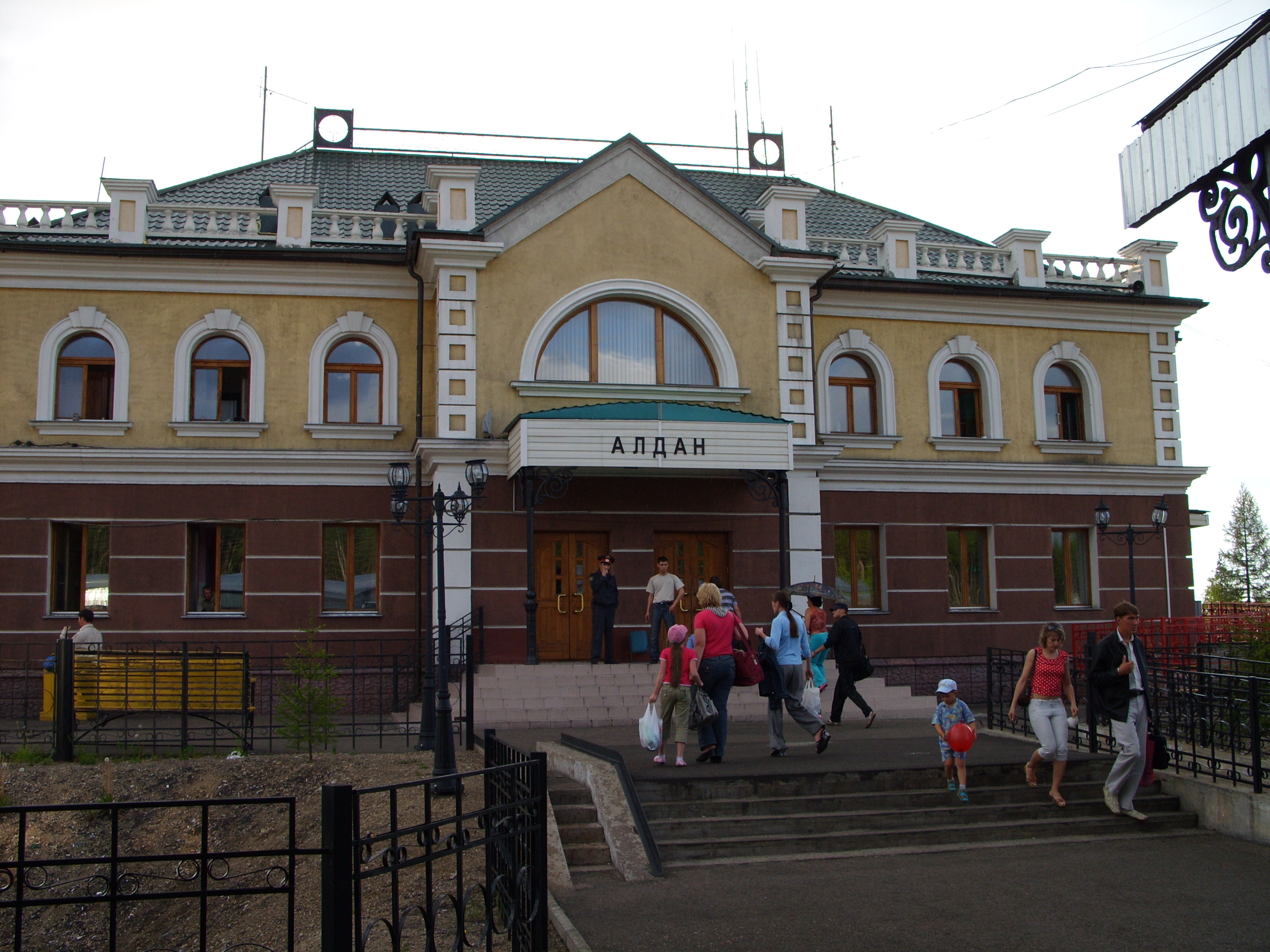
アルダン駅
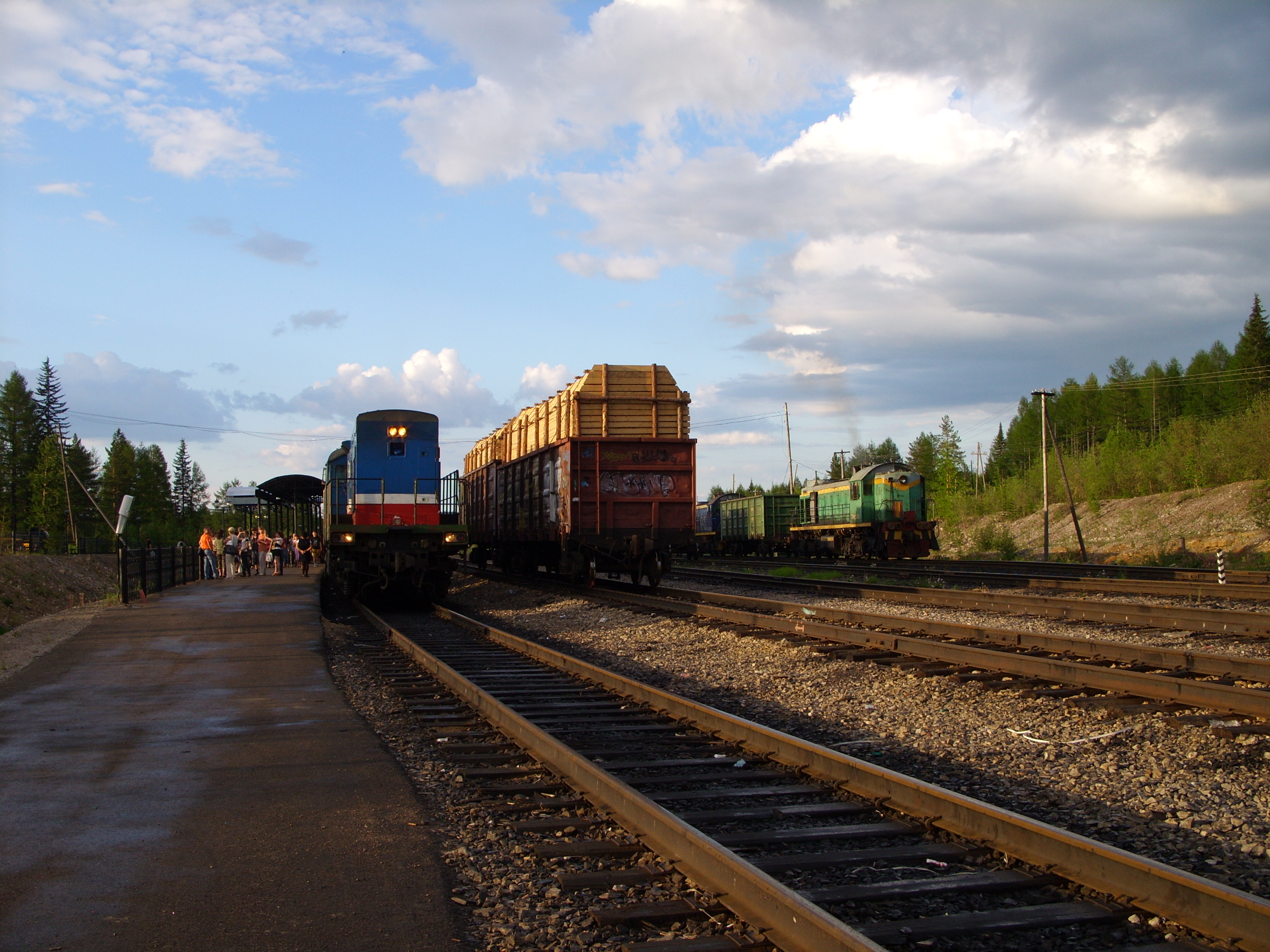
アルダン駅構内
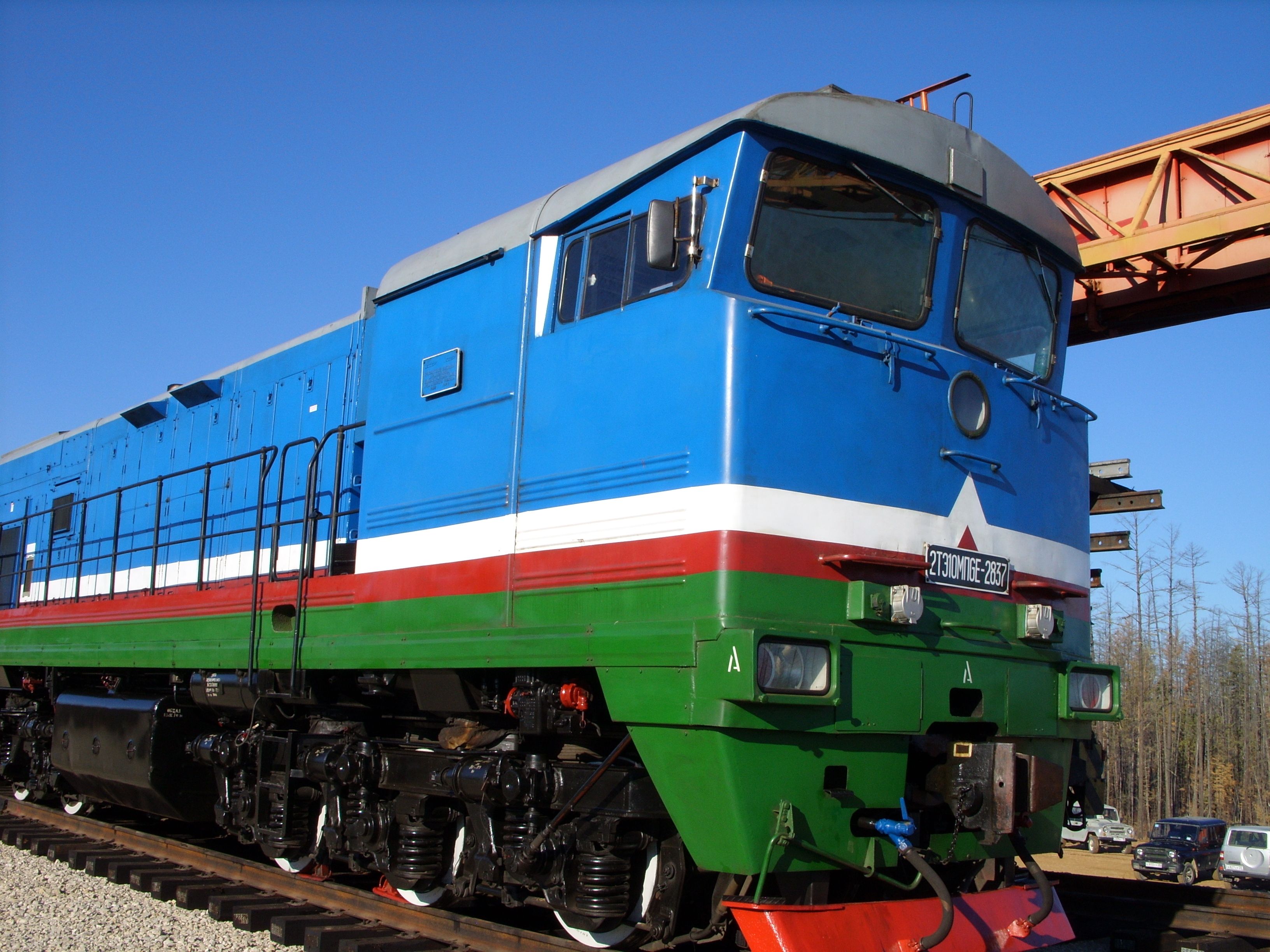
ヤクート鉄道2ТЭ10МПGE機関車
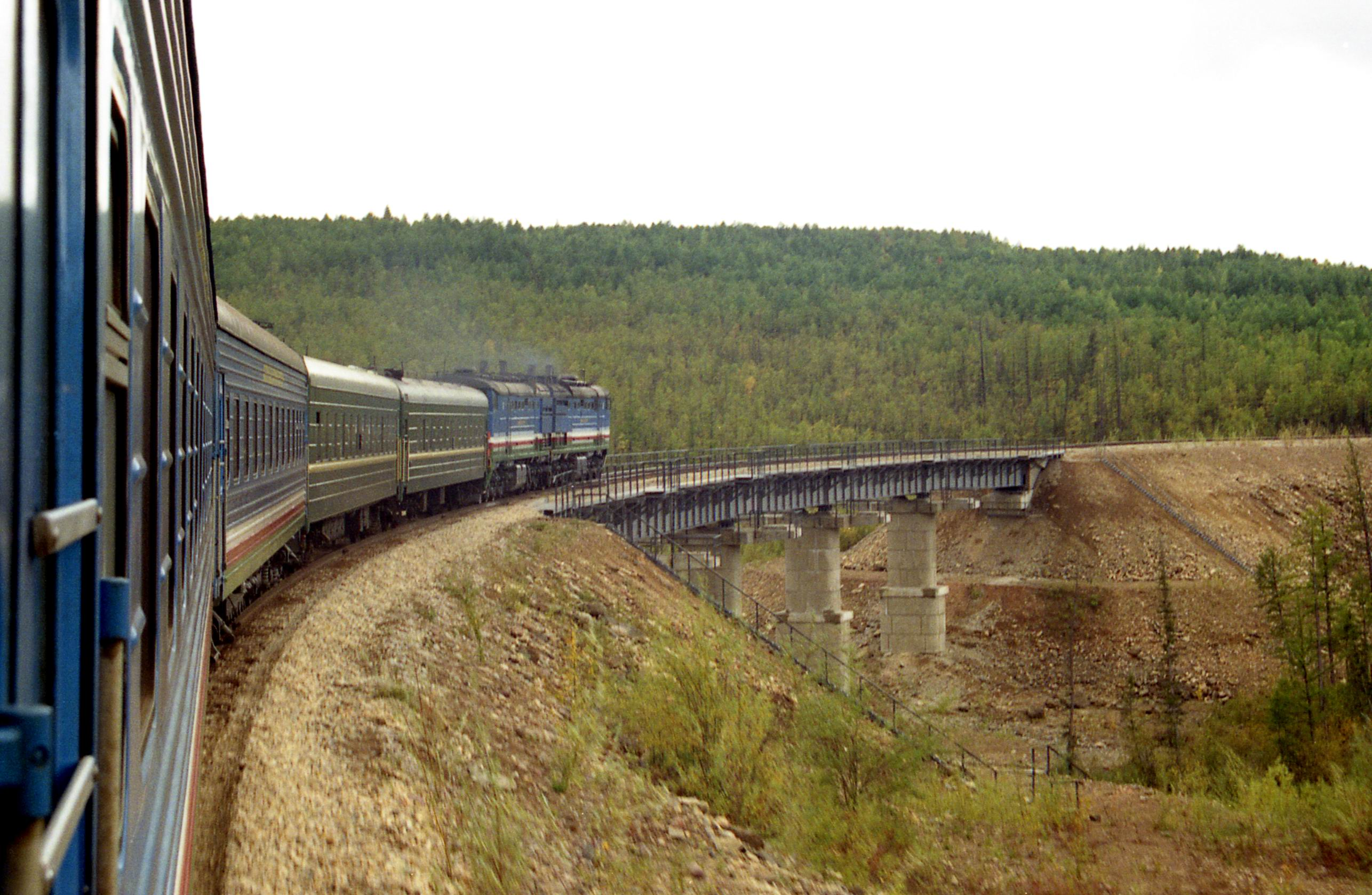
トンモト-ネリュングリ間の旅客列車
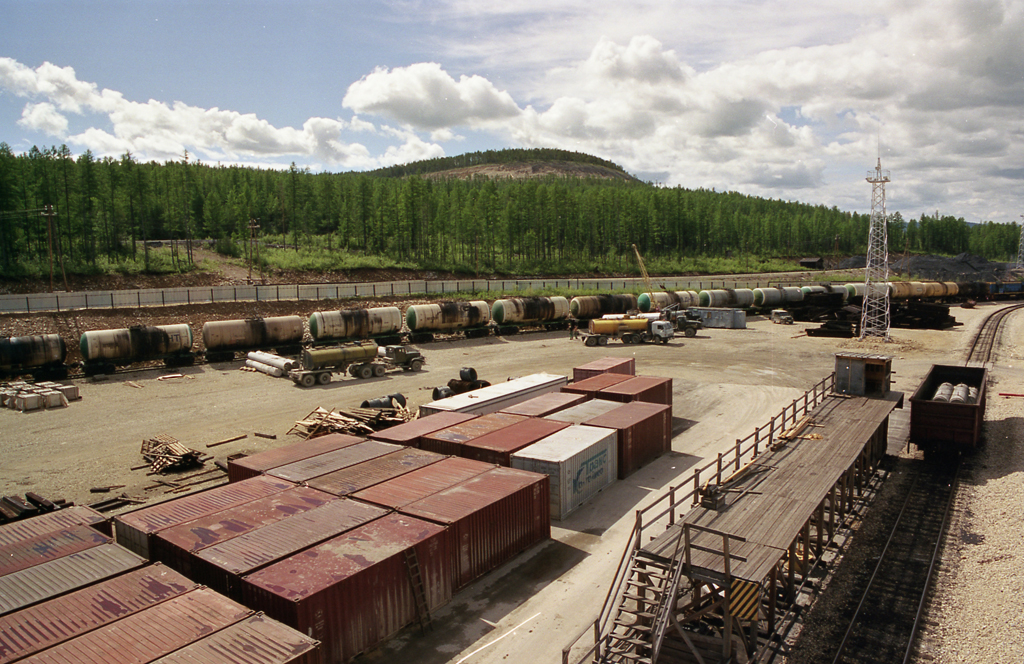
トンモトの貨物ヤード
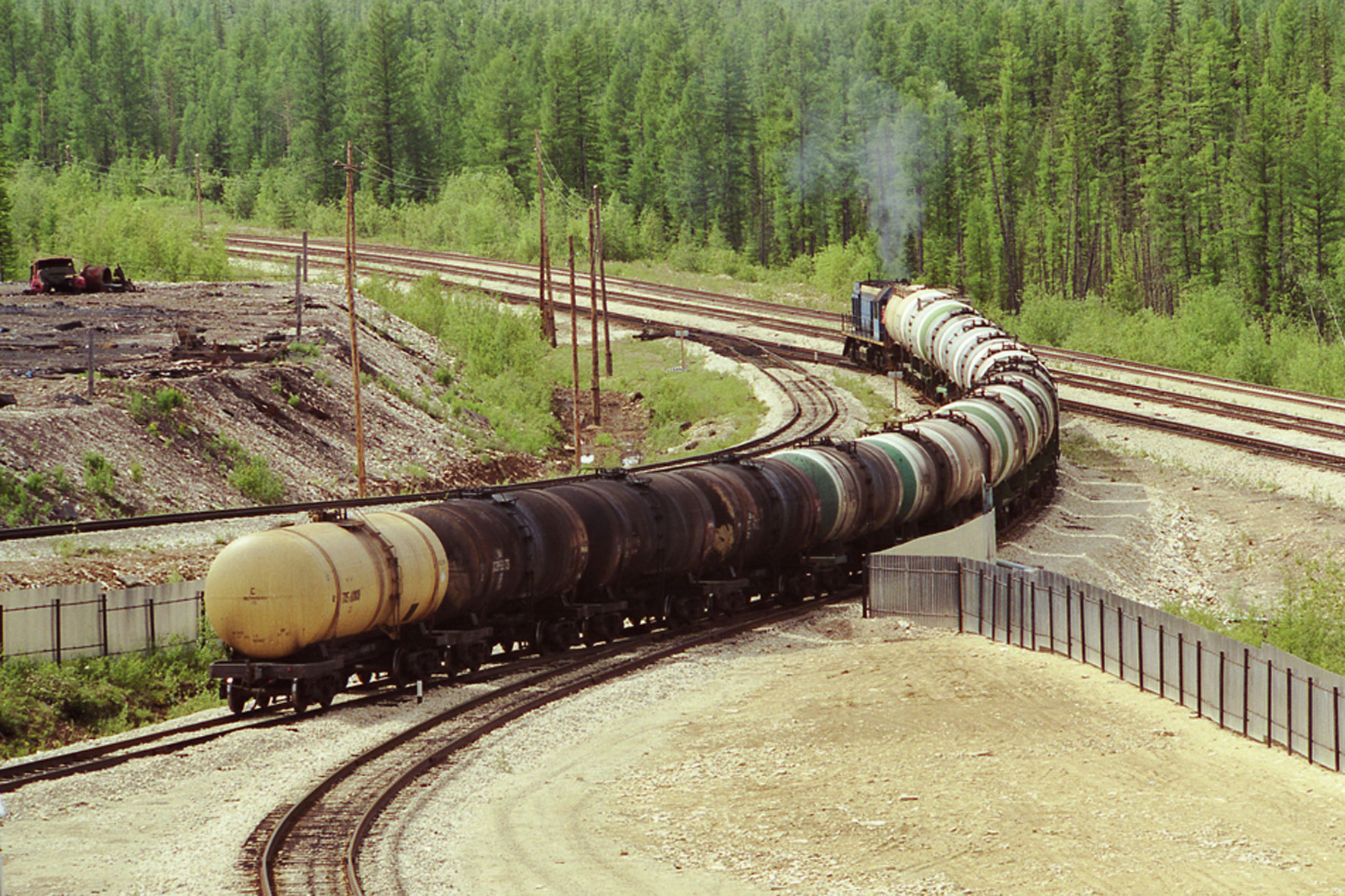
トンモトでの操車
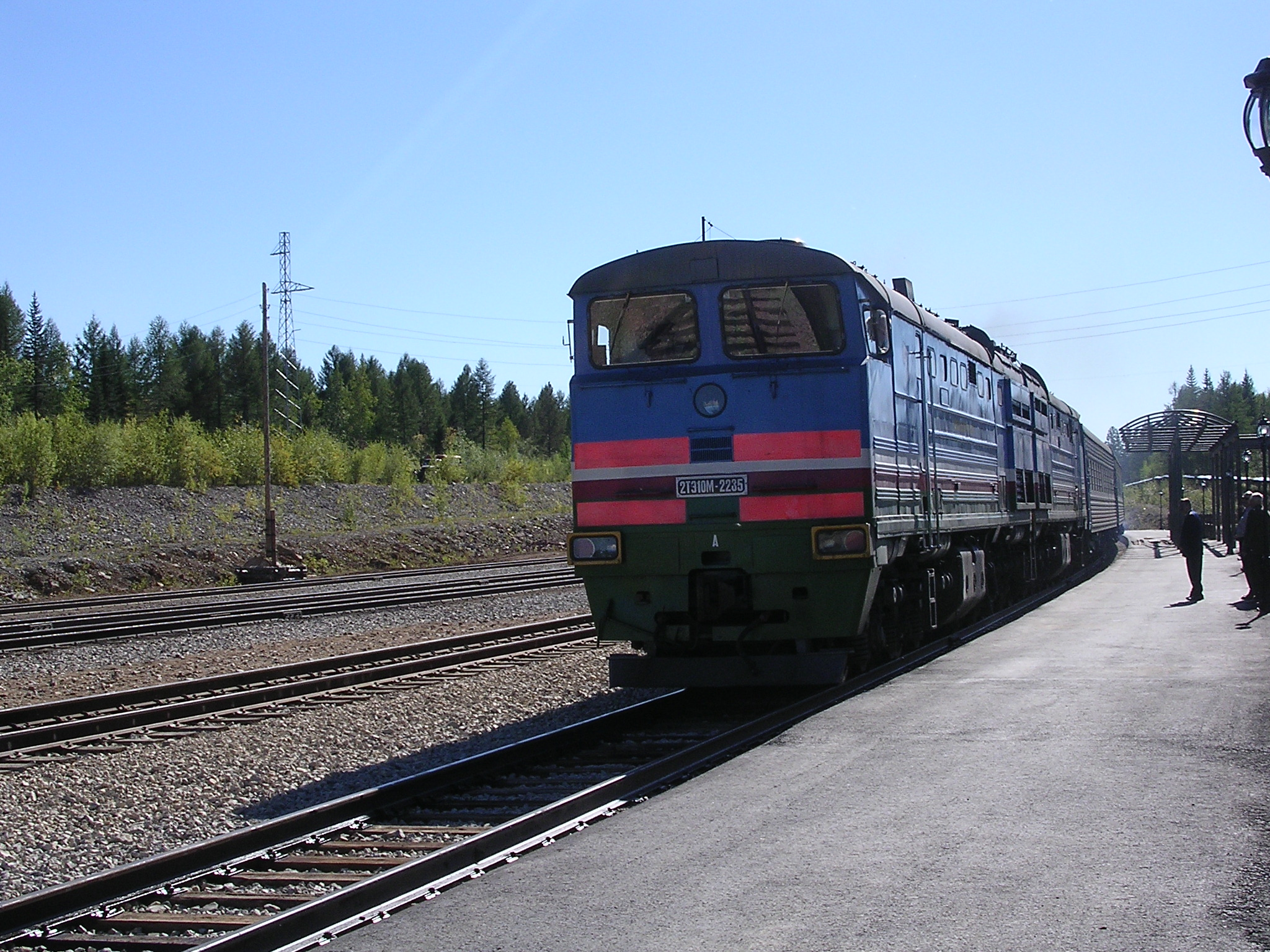
アルダン駅
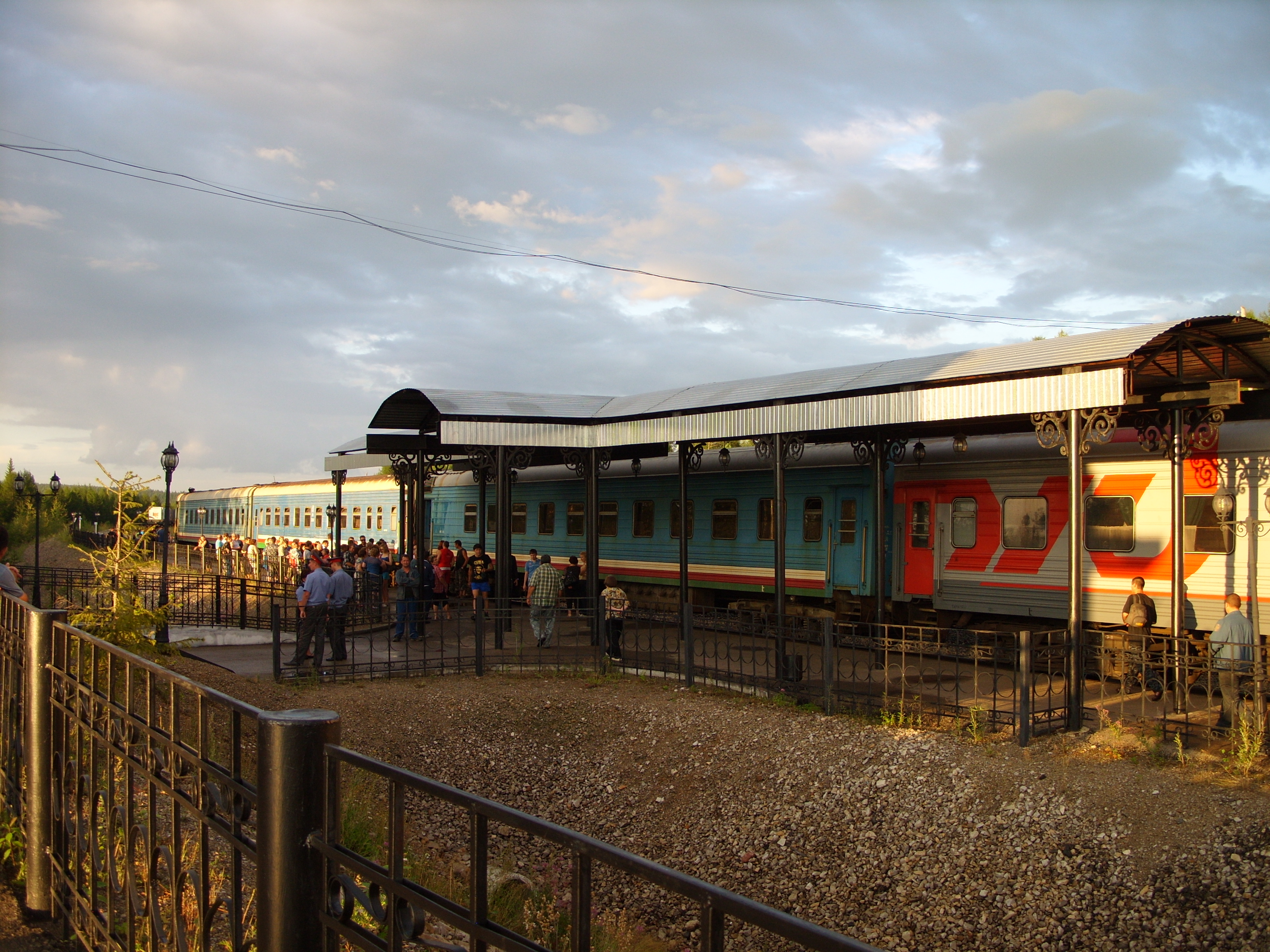
アルダン駅